# Amoron’i Mania
Amoron’i Mania ist eine von 22 Regionen (Faritra) Madagaskars. 2014 lebten ca. 735.000 Einwohner in der Region. Die 22 Regionen Madagaskars wurden im Juni 2004 gegründet. Am 4. April 2007 ließ Marc Ravalomanana ein Referendum über eine Änderung der Verfassung abhalten, das eine neue Verwaltungsgliederung ohne Provinzen ab Oktober 2009 festlegte. Somit wurden die Regionen erste administrative Verwaltungseinheit.

## Geographie
Die Region Amoron’i Mania hat eine Fläche von 16.141 km². Hauptstadt ist Ambositra.
Amoron’i Mania grenzt im Norden an die Regionen Vakinankaratra; im Osten an Analanjirofo und Vatovavy-Fitovinany; im Süden an Haute Matsiatra und im Westen an Menabe und Haute Matsiatra. Dabei bildet der Fluss Mania den größten Teil der Nordgrenze.

## Verwaltungsgliederung
Die Region ist in vier Distrikte (Fivondronana) aufgeteilt:
- Ambatofinandrahana
- Ambositra
- Fandriana
- Manandriana